# Рубен Кастро
Рубен Кастро (ісп. Rubén Castro, нар. 27 червня 1981, Лас-Пальмас-де-Гран-Канарія) — іспанський футболіст, нападник клубу «Малага».
Значну частину кар'єри провів у клубі «Реал Бетіс», а також грав за молодіжну збірну Іспанії та низку інших іспанських клубів. Єдиним іноземним клубом у кар'єрі був китайський «Гуйчжоу Чжичен» у 2017 році.

## Клубна кар'єра
Вихованець «Лас-Пальмаса». З 2000 року виступав за дублюючу команду, в якій провів один сезон, взявши участь у 34 матчах чемпіонату. 25 лютого 2001 року він дебютував у першій команді в Ла Лізі проти «Малаги» (1:2). 3 жовтня 2001 року в домашньому матчі з «Реалом» (4:2) він забив свої перші два голи. У сезоні 2001/02 року він вилетів з командою в Сегунду. У сезоні 2003/04 роках Рубен став найкращим бомбардиром другого дивізіону, забивши у складі своєї команди 22 м'ячі, проте команда вилетіла у Сегунду Б.
У 2004 році Рубен перейшов в «Депортіво». Але тут же був відданий в оренду в «Альбасете», де він провів 22 матчі, в яких забив 3 м'ячі. Влітку 2005 року він повернувся до «Депортіво» і дебютував 28 серпня 2005 року у матчі проти «Мальорки» (1:0). Він зіграв у цьому сезоні за клуб 24 матчі в чемпіонаті і забив 3 голи.
У 2006 році Кастро був відданий в оренду в «Расінг», де він зіграв один матч 10 вересня 2006 року проти «Хетафе» (0:1). У листопаді він змінив клуб і відправився в оренду в «Хімнастік», де він дебютував 26 листопада в зустрічі з «Мальоркою» (2:3). В новій команді був основним гравцем, проте «Хімнастік» зайняв останнє 20 місце і вилетів у Сегунду.

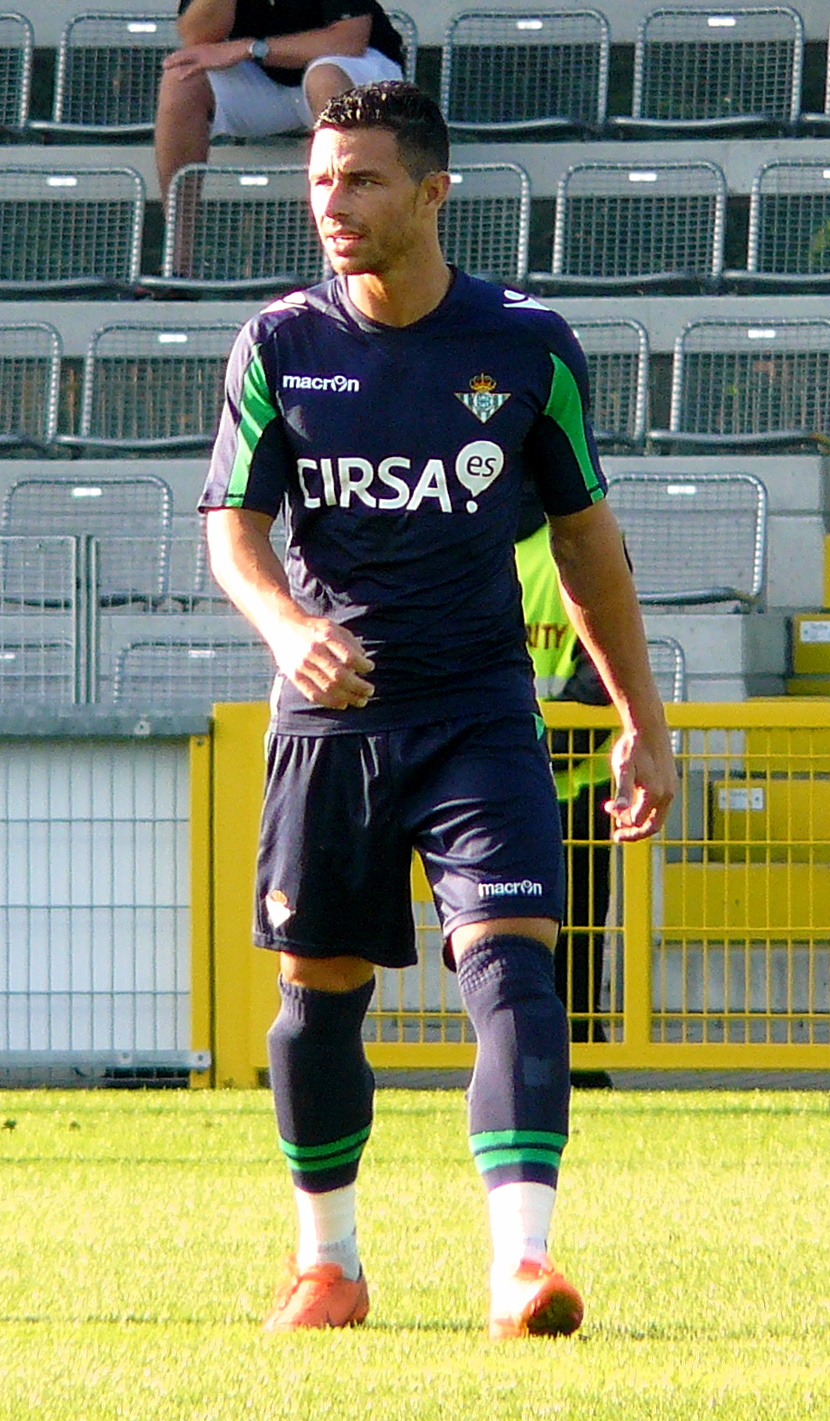
Рубен Кастро під час виступів за «Реал Бетіс». 2012 рік.

У сезоні 2007/08 Кастро знову грав у «Депортіво», проте на поле виходив вкрай рідко, тому сезон 2008/2009 провів в оренді в «Уесці». У цьому клубі Рубен зіграв 41 матч у Сегунді і вразив ворота суперників 14 разів. Сезон 2009/10 провів також у другому дивізіоні у «Райо Вальєкано», зігравши 42 матчі і забивши 14 м'ячів.
У серпні 2010 року Рубена продали за 1,7 млн євро в «Реал Бетіс». У складі знаменитого тріо з самого Кастро, Хорхе Моліни і Ашіль Емана, було забито понад 50 м'ячів за сезон 2010/11, завдяки яким після дворічної відсутності «Бетіс» повернувся в Ла Лігу. У сезоні 2011/12 він забив 16 голів і знову став найефективнішим гравцем клубу, а у наступному сезоні з 18 голами втретє поспіль здобув це почесне звання у клубі.
29 серпня він забив свій перший гол в єврокубках у матчі кваліфікації Ліги Європи проти чеського «Бауміта» (6:0). І якщо в Лізі Європи клуб виступав достатньо вдало, дійшовши до 1/8 фіналу, то в чемпіонаті справи йшли невдало і за результатами сезону 2013/14 клуб зайняв останнє 20 місце та вилетів у Сегунду. Там у наступному сезоні Кастро став знову найкращим бомбардиром команди, забивши 32 голи, які дозволили йому також стати найкращим бомбардиром Сегунди і допомогти команді відразу повернутись в Ла Лігу. 6 грудня 2014 року став найкращим бомбардиром в історії клубу з 95-ма голами, забивши перший гол «Бетіса» в матчі Копа дель Рей проти «Альмерії», таким чином перевершивши рекорд Мануеля Домінгеса з 94 голами.
У липні 2017 року, у віці 36 років, Кастро відправився за кордон уперше в своїй кар'єрі, перейшовши на правах оренди в клуб китайської Суперліги «Гуйчжоу Чжичен» на п'ять місяців. У цій команді грав під керівництвом співвітчизника Грегоріо Мансано і до кінця року забив 7 голів у 12 матчах, зайнявши з клубом підсумкове 8 місце, після чого на початку 2018 року повернувся в «Реал Бетіс». У своєму першому матчі після повернення, 15 січня 2018 року, він замінив Серхіо Леона і забив переможний гол з пенальті у матчі з «Леганесом» (3:2).

## Виступи за збірну
Протягом 2002—2003 років залучався до складу молодіжної збірної Іспанії. На молодіжному рівні зіграв у 7 офіційних матчах, забив 6 голів.

## Статистика виступів

### Статистика клубних виступів
| Сезон                   | Команда                 | Чемпіонат               | Чемпіонат | Чемпіонат | Національний кубок | Національний кубок | Національний кубок | Континентальні кубки | Континентальні кубки | Континентальні кубки | Інші змагання | Інші змагання | Інші змагання | Усього | Усього |
| Сезон                   | Команда                 | Ліга                    | Ігор      | Голів     | Ліга               | Ігор               | Голів              | Ліга                 | Ігор                 | Голів                | Ліга          | Ігор          | Голів         | Ігор   | Голів  |
| ----------------------- | ----------------------- | ----------------------- | --------- | --------- | ------------------ | ------------------ | ------------------ | -------------------- | -------------------- | -------------------- | ------------- | ------------- | ------------- | ------ | ------ |
| 2004–05                 | «Альбасете»             | ПД                      | 22        | 3         | КІ                 | 0                  | 0                  | -                    | -                    | -                    | -             | -             | -             | 22     | 3      |
| 2005–06                 | «Депортіво»             | ПД                      | 24        | 3         | КІ                 | 1                  | 1                  | Інт                  | 8                    | 4                    | -             | -             | -             | 33     | 8      |
| 2006-07                 | «Расінг»                | ПД                      | 1         | 0         | КІ                 | 0                  | 0                  | -                    | -                    | -                    | -             | -             | -             | 1      | 0      |
| 2006-07                 | «Хімнастік»             | ПД                      | 20        | 4         | КІ                 | -                  | -                  | -                    | -                    | -                    | -             | -             | -             | 20     | 4      |
| 2007–08                 | «Депортіво»             | ПД                      | 7         | 1         | КІ                 | 2                  | 0                  | -                    | -                    | -                    | -             | -             | -             | 9      | 1      |
| Усього за «Депортіво»   | Усього за «Депортіво»   | Усього за «Депортіво»   | 31        | 4         |                    | 3                  | 1                  |                      | 8                    | 4                    |               | -             | -             | 42     | 9      |
| 2008–09                 | «Уеска»                 | СД                      | 41        | 14        | КІ                 | 1                  | 0                  | -                    | -                    | -                    | -             | -             | -             | 42     | 14     |
| 2009–10                 | «Райо Вальєкано»        | СД                      | 42        | 14        | КІ                 | 2                  | 1                  | -                    | -                    | -                    | -             | -             | -             | 44     | 15     |
| 2010–11                 | «Реал Бетіс»            | СД                      | 42        | 27        | КІ                 | 7                  | 5                  | -                    | -                    | -                    | -             | -             | -             | 49     | 32     |
| 2011–12                 | «Реал Бетіс»            | ПД                      | 34        | 16        | КІ                 | 1                  | 0                  | -                    | -                    | -                    | -             | -             | -             | 35     | 16     |
| 2012–13                 | «Реал Бетіс»            | ПД                      | 34        | 18        | КІ                 | 6                  | 3                  | -                    | -                    | -                    | -             | -             | -             | 40     | 21     |
| 2013–14                 | «Реал Бетіс»            | ПД                      | 25        | 10        | КІ                 | 3                  | 1                  | ЛЄ                   | 6                    | 2                    | -             | -             | -             | 34     | 13     |
| 2014–15                 | «Реал Бетіс»            | СД                      | 42        | 32        | КІ                 | 4                  | 1                  | -                    | -                    | -                    | -             | -             | -             | 46     | 33     |
| 2015–16                 | «Реал Бетіс»            | ПД                      | 38        | 19        | КІ                 | 2                  | 0                  | -                    | -                    | -                    | -             | -             | -             | 40     | 19     |
| 2016–17                 | «Реал Бетіс»            | ПД                      | 35        | 13        | КІ                 | 1                  | 0                  | -                    | -                    | -                    | -             | -             | -             | 36     | 13     |
| Усього за «Реал Бетіс»  | Усього за «Реал Бетіс»  | Усього за «Реал Бетіс»  | 250       | 135       |                    | 24                 | 10                 |                      | 6                    | 2                    |               | -             | -             | 280    | 147    |
| 2017                    | «Гуйчжоу Чжичен»        | СЛ                      | 12        | 7         | КК                 | -                  | -                  | -                    | -                    | -                    | -             | -             | -             | 12     | 7      |
| 2017-18                 | «Реал Бетіс»            | ПД                      | 10        | 1         | КІ                 | -                  | -                  | -                    | -                    | -                    | -             | -             | -             | 10     | 1      |
| 2018-19                 | «Лас-Пальмас»           | СД                      | 41        | 15        | КІ                 | 1                  | 0                  | -                    | -                    | -                    | -             | -             | -             | 42     | 15     |
| 2019-20                 | «Лас-Пальмас»           | СД                      | 24        | 15        | КІ                 | -                  | -                  | -                    | -                    | -                    | -             | -             | -             | 24     | 15     |
| Усього за «Лас-Пальмас» | Усього за «Лас-Пальмас» | Усього за «Лас-Пальмас» | 65        | 30        |                    | 1                  | 0                  |                      | -                    | -                    |               | -             | -             | 66     | 30     |
| 2020-21                 | «Картахена»             | СД                      | 41        | 19        | КІ                 | 1                  | 0                  | -                    | -                    | -                    | -             | -             | -             | 42     | 19     |
| 2021-22                 | «Картахена»             | СД                      | 41        | 20        | КІ                 | 1                  | 0                  | -                    | -                    | -                    | -             | -             | -             | 42     | 20     |
| Усього за «Картахену»   | Усього за «Картахену»   | Усього за «Картахену»   | 82        | 39        |                    | 2                  | 0                  |                      | -                    | -                    |               | -             | -             | 84     | 39     |
| Усього за кар'єру       | Усього за кар'єру       | Усього за кар'єру       | 419       | 181       |                    | 30                 | 12                 |                      | 14                   | 6                    |               | -             | -             | 463    | 199    |

## Титули і досягнення
- Найкращий бомбардир Сегунди: 2003–04 (22 голи), 2014–15 (32 голи)
- Володар Трофею Сарри: 2014–15 (Сегунда)